# Modern Times Forever
Modern Times Forever – duński film z 2011 roku. Film autorstwa duńskiej grupy artystycznej Superflex, film trwający 240 godzin z użyciem tricków filmowych przedstawia zmieniający się pod naporem pogody i mijających tysiącleci budynek Stora Enso w Helsinkach.